# Morse-Electric

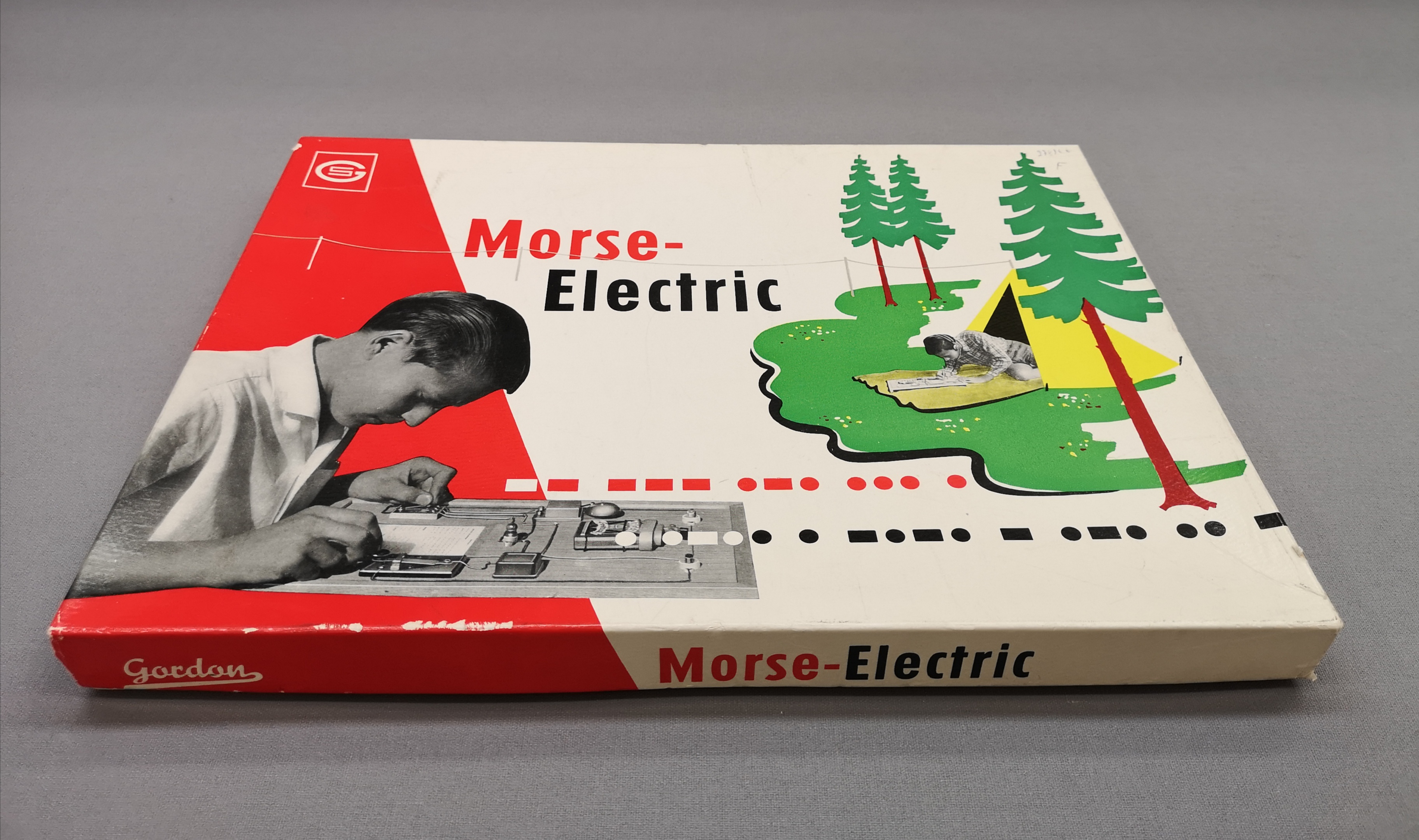
Morse-Lernspiel

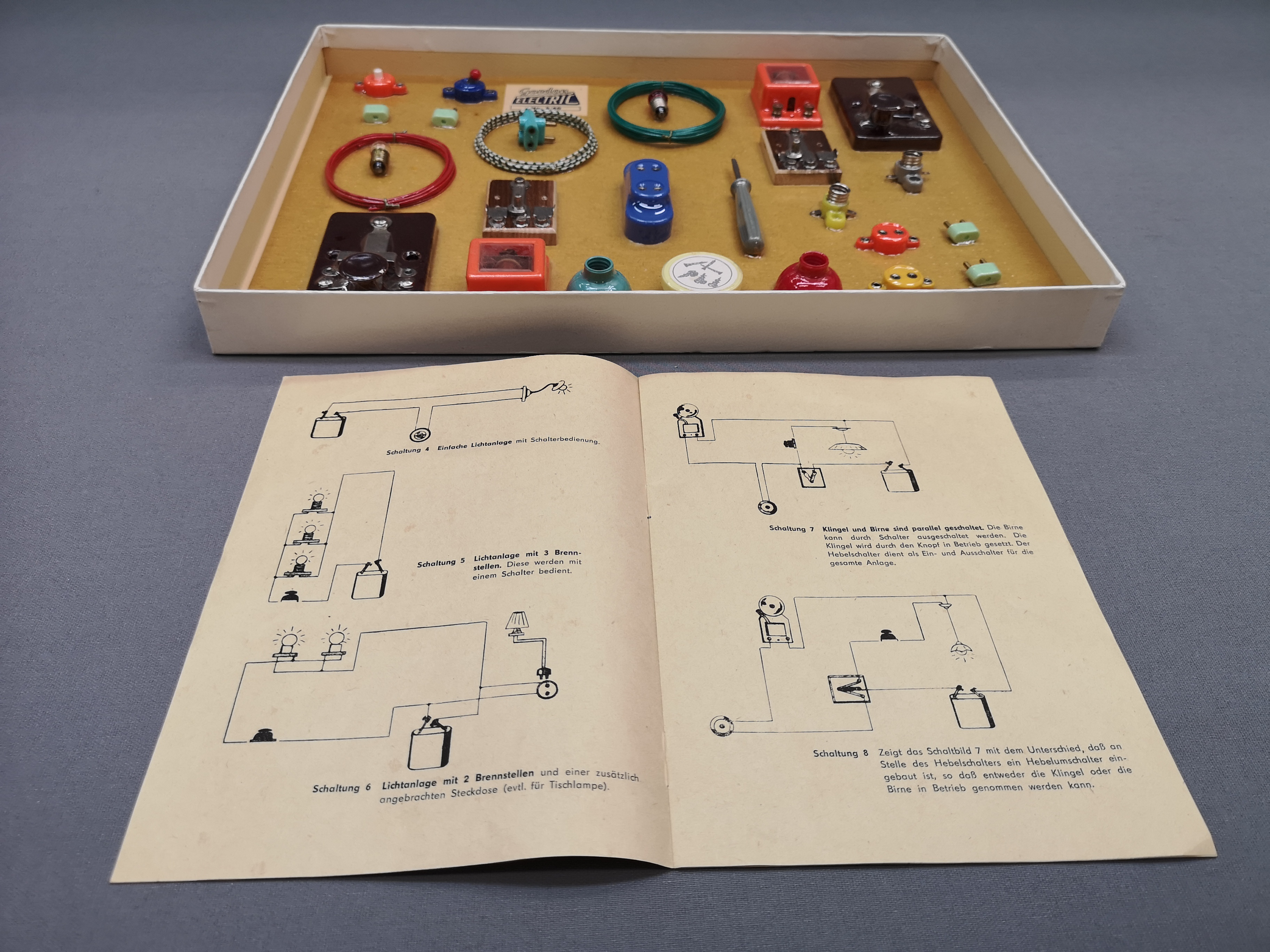
Morse-Lernspiel

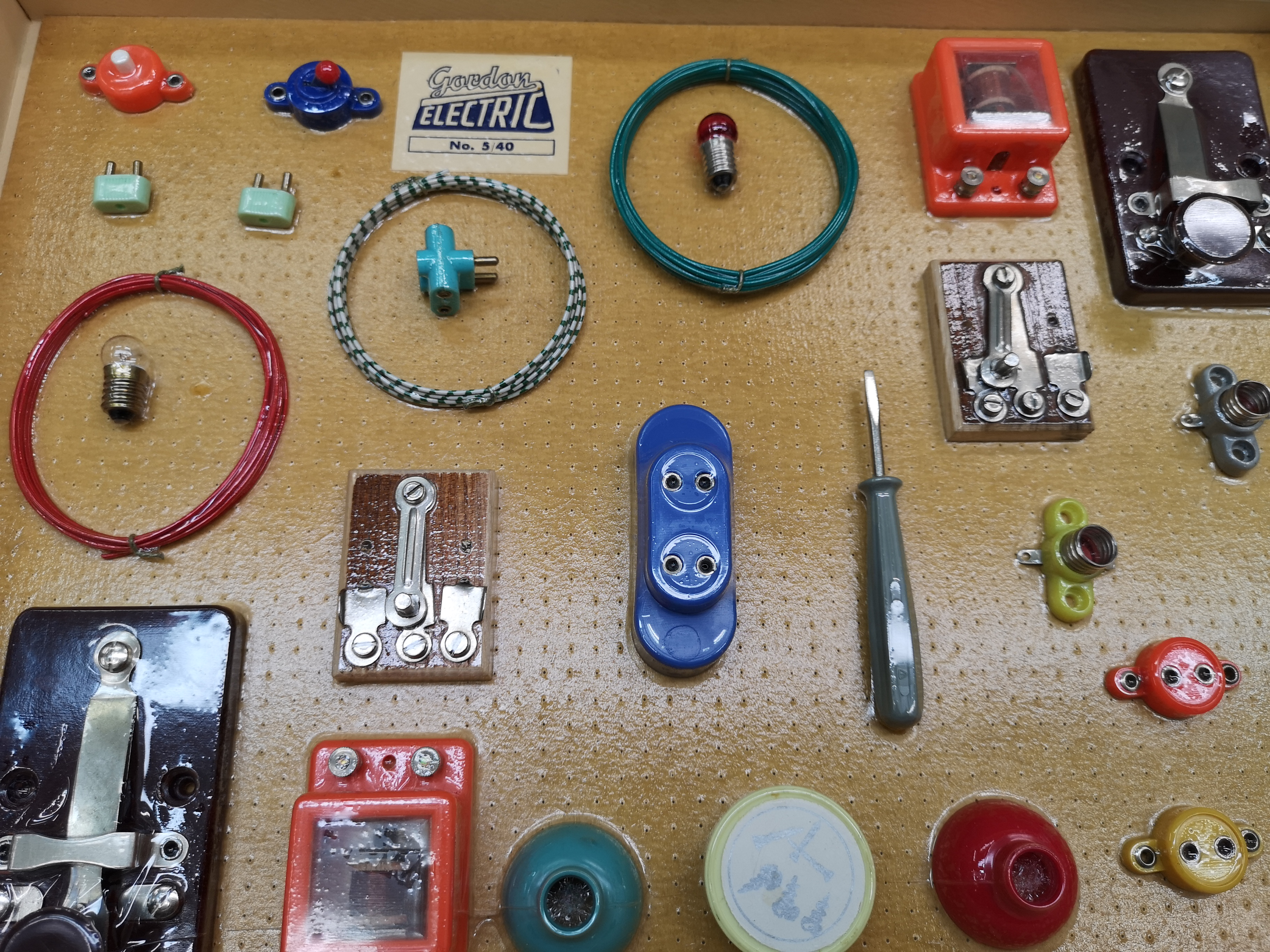
Morse-Lernspiel

Das Morse-Electric ist ein Lernspiel aus der DDR, das Jugendlichen spielerisch Ausbildungsmöglichkeiten bieten sollte. Es wurde 1966 von der Firma Gordon hergestellt.

## Herstellung
In der DDR wurden die Lernbaukästen in Verbindung mit den Schullehrplänen entwickelt.
Am Ende der Herstellungsphase wurden die Baukästen mit Kindern und Jugendlichen erprobt. Dabei wurden auch die Anleitungen auf ihre Funktionsfähigkeit überprüft. Die Jugendlichen wurden befragt, ob ihnen der Baukasten gefallen hat, wie präzise sie die Bauanleitung fanden und ob sie die Konstruktion ohne fremde Hilfe umsetzen konnten.

## Inhalt
Mit dem Elektrobaukasten können Schaltungen gebaut werden. Diese können den Morsecode weitergeben, sodass Jugendliche spielerisch das Morsealphabet lernen können. Das Spiel diente der beruflichen Orientierung einerseits und andererseits dem Lernen elektrischer Schaltungen und Codes. In erster Linie wurden mit den technischen Baukästen – entsprechend den zeitgenössischen Stereotypen – gezielt Jungen angesprochen. Die Bauspielwaren wurden in der DDR im Hinblick auf eine massenhafte und günstige Maschinenproduktion eingesetzt.